# لويس هيمان بين
لويس هيمان بين (15 أبريل 1896-5 أغسطس 1994) (بالإنجليزية:Louis Hyman Bean) هو محلل اقتصادي وسياسي أمريكي. توقع فوز هاري ترومان في الانتخابات الرئاسية لعام 1948.
ولد لويس في ليتوانيا ، التي كانت آنذاك جزءًا من الإمبراطورية الروسية. هاجر إلى الولايات المتحدة عندما كان طفلاً مع عائلته واستقر في لاكونيا ، نيو هامبشاير. بعد أن تلقى تعليمه الأولي وتخرجه من الكلية بدرجة البكالوريوس في الآداب ، التحق بكلية هارفارد للأعمال في ماساتشوستس ، وفي عام 1922 حصل على درجة الماجستير في إدارة الأعمال. في عام 1923 ، أصبح بين عضوًا في مكتب الاقتصاد الزراعي في وزارة الزراعة الأمريكية. عمل على تقديرات دخل المزرعة ومؤشرات الأسعار. تم استخدام مخططاته في الكونجرس في المناقشات حول مشروع قانون إغاثة مزرعة McNary – Haugen. شغل منصب مستشاره الاقتصادي وعمل أيضًا على العديد من كتب خلال أواخر الثلاثينيات من القرن الماضي ، بدأ بين في تطوير اهتمامه بالتحليل السياسي وتوقع نتائج العديد من الانتخابات من بينهم رئيس هاري ترومان بعد نجاحه في الانتخابات الرئاسية عام 1948.